# Buffalo Hump
Buffalo Hump (en comanche : Pochanaquarhip) est un chef de guerre comanche principalement connu pour avoir mené le grand raid comanche de 1840 sur les villes de Victoria et Linnville (en) au Texas.

## Biographie
Peu de choses sont connues sur les premières années de la vie de Buffalo Hump. Il acquiert une certaine notoriété auprès des Euro-Américains à partir du combat de Council House en mars 1840 lorsqu'une trentaine de chefs et guerriers comanches sont tués alors qu'ils venaient parlementer avec des officiels texans. En représailles, Buffalo Hump mène au mois d'août suivant un grand raid sur les villes de Victoria et Linnville (en) au Texas. Les Comanches sont défaits quelques jours plus tard à la bataille de Plum Creek mais Buffalo Hump et la plupart de ses hommes parviennent à s'enfuir.
En 1844, il rencontre Samuel Houston, président de la république du Texas, et lui demande que les Blancs restent en dehors de leur territoire. Malgré un accord tacite, le gouvernement est incapable de contenir l'arrivée de colons sur leurs terres et les Comanches reprennent leurs raids. En réponses à ces attaques, les Texas Rangers conduisent des assauts sur les campements comanches et en 1846, Buffalo Hump finit par signer le traité de Council Springs.
Il entretient ensuite des relations pacifiques avec les Américains et conduit en 1856 son peuple dans une réserve établie près de la rivière Brazos mais en 1858, à cause du manque de nourriture et de liberté, Buffalo Hump quitte la réserve avec son groupe. Alors qu'il s'est installé dans les montagnes Wichita, son campement est attaqué par l'armée américaine. Buffalo Hump rejoint alors avec le reste de ses partisans une réserve située près de Fort Cobb dans le territoire indien.